# Настоящая кровь (сезон 6)
«Настоящая кровь» (англ. True Blood) — американский драматический телевизионный сериал с элементами чёрного юмора и комедийными нотами, основанный на серии романов «Вампирские тайны» (англ. The Southern Vampire Mysteries) американской писательницы Шарлин Харрис. Сериал был создан Аланом Боллом, автором «Клиент всегда мёртв», в сотрудничестве с каналом «HBO» и его компанией «Your Face Goes Here Entertainment». Премьера шестого сезона состоялась 16 июня 2013 года. У сезона был сокращённый сезон из десяти эпизодов, вместо привычных двенадцати, частично из-за беременности ведущей актрисы Анны Пакуин.

## В ролях

### Основной состав
- Анна Пакуин — Суки Стакхаус
- Стивен Мойер — Билл Комптон
- Сэм Траммелл — Сэм Мерлотт
- Райан Квонтен — Джейсон Стакхаус
- Рутина Уэсли — Тара Торнтон
- Александр Скарсгард — Эрик Нортман
- Крис Бауэр — Энди Бельфлёр
- Кристин Бауэр ван Стратен — Пэм Свинфорд Де Бофор
- Лорен Боулс — Холли Клири
- Анна Кэмп — Сара Ньюлин
- Нелсан Эллис — Лафайетт Рейнольдс
- Люси Гриффитс — Нора Гейнсборо
- Рутгер Хауэр — Ниалл Бригант
- Арлисс Ховард — Труман Баррелл
- Роб Казински — Бен Флинн / Маклин Уорлоу
- Тодд Лоу — Терри Бельфлёр
- Джо Манганьелло — Альсид Герво
- Майкл МакМиллиан — Стив Ньюлин
- Келли Овертон — Рикки Нэйлор
- Роберт Патрик — Джексон Герво
- Кэрри Престон — Арлин Фаулер Бельфлёр
- Джерни Смоллетт-Белл — Николь Райт
- Дебора Энн Уолл — Джессика Хэмби

### Приглашённые звёзды
- Амелия Роуз Блэр — Уилла Беррелл
- Бэйли Ноубл — 18-летняя фея #4 / Эдилин Бельфлёр
- Каролина Выдра — Вайолет Мазурски
- Люк Граймс — Джеймс Кент
- Джон Флек — доктор Оверларк
- Джейми Грей Хайдер — Даниэль
- Хлоя Ноэль — Эмма Гарса
- Марк Ричардсон — Кеннет
- Пруитт Тейлор Винс — Финн
- Кеон Янг — Хидо Такахаси
- Джеффри Николас Браун — Корбетт Стакхаус
- Тара Бак — Джинджер
- Джессика Кларк — Лилит
- Мэтт Кук — Джесси
- Кортни Форд — Порша Бельфлёр
- Аарон Хоулес — Рокки Клири
- Ноа Мэттьюс — Уэйд Клири
- Джон Резиг — шериф Кевин Эллис
- Дженни Блонг — Мишель Стакхаус
- Шон Браун — Брюс
- Грегг Дэниел — преподобный Дэниелс
- Джесси Ходжес — Мастард
- Хелен Слейтон—Хьюз — Кэролайн Бельфлёр
- Валери Петтифорд — Мэри Райт
- Тэмлин Томита — мисс Судзуки
- Патриция Бетун — Джейн Бодехаус
- Джайлс Мэтти — Клод Крейн
- Хэл Озсан — король Чарльз II
- Джон Проски — Дэвид Финч
- Дэйл Рауль — Максин Фортенберри
- Хейли Брук Уокер — Кристал
- Джуд Б. Лэнстон — вампирша

### Специально приглашённые звёзды
- Дейл Дики — Марта Боузман
- Адина Портер — Летти Мэй Дэниелс
- Джанина Гаванкар — Луна Гарза

## Производство
В феврале 2012 года, создатель сериала Алан Болл объявил, что он покинет пост шоураннера «Настоящей крови», но останется в качестве исполнительного продюсера. Марк Худис, который присоединился к команде сценаристов в начале четвёртого сезона, был выбран в качестве исполнительного продюсера шестого сезона. Однако, продюсеры объявили в марте 2013 года, что Худис также покинет сериал, чтобы сосредоточиться на своём собственном сериале канала HBO. Брайан Бакнер занял должность до конца сезона и продолжит свою роль в седьмом сезоне. 15 июля 2013 года HBO продлило «Настоящую кровь» на седьмой и финальный сезон.

## Описание эпизодов
| № общий | № в сезоне | Название                                          | Режиссёр         | Автор сценария   | Дата премьеры   | Зрители в США (млн) |
| ------- | ---------- | ------------------------------------------------- | ---------------- | ---------------- | --------------- | ------------------- |
| 61      | 1          | «Who Are You, Really?» «Кто ты на самом деле?»    | Стивен Мойер     | Раэлль Такер     | 16 июня 2013    | 4.52                |
| 62      | 2          | «The Sun» «Солнце»                                | Дэниел Аттиас    | Анджела Робинсон | 23 июня 2013    | 4.08                |
| 63      | 3          | «You're No Good» «От тебя никакой пользы»         | Ховард Дойч      | Марк Худис       | 30 июня 2013    | 3.94                |
| 64      | 4          | «At Last» «Наконец-то»                            | Энтони Хемингуэй | Александр Ву     | 7 июля 2013     | 4.14                |
| 65      | 5          | «Fuck the Pain Away» «К чёрту боль»               | Майкл Раскио     | Анджела Робинсон | 14 июля 2013    | 4.54                |
| 66      | 6          | «Don't You Feel Me» «Разве ты не чувствуешь меня» | Ховард Дойч      | Дэниел Кеннет    | 21 июля 2013    | 4.47                |
| 67      | 7          | «In the Evening» «Вечером»                        | Скотт Винант     | Кейт Барноу      | 28 июля 2013    | 4.36                |
| 68      | 8          | «Dead Meat» «Покойник»                            | Майкл Леманн     | Робин Вейт       | 4 августа 2013  | 4.17                |
| 69      | 9          | «Life Matters» «Вопросы жизни»                    | Ромео Тироне     | Брайан Бакнер    | 11 августа 2013 | 4.00                |
| 70      | 10         | «Radioactive» «Радиоактивный»                     | Скотт Винант     | Кейт Барноу      | 18 августа 2013 | 4.14                |

## Рейтинги
| Номер эпизода (Производственный номер) | Название                      | Дата выхода     | Рейтинги (18–49) | Зрители (миллионы) | Номер на неделе |
| -------------------------------------- | ----------------------------- | --------------- | ---------------- | ------------------ | --------------- |
| 61 (6.01)                              | "Кто ты на самом деле?"       | 16 июня 2013    | 2.4              | 4.52               | #4              |
| 62 (6.02)                              | "Солнце"                      | 23 июня 2013    | 2.2              | 4.08               | #9              |
| 63 (6.03)                              | "От тебя никакой пользы"      | 30 июня 2013    | 2.2              | 3.93               | #9              |
| 64 (6.04)                              | "Наконец-то"                  | 7 июля 2013     | 2.3              | 4.14               | #5              |
| 65 (6.05)                              | "К чёрту боль"                | 14 июля 2013    | 2.5              | 4.54               | #5              |
| 66 (6.06)                              | "Разве ты не чувствуешь меня" | 21 июля 2013    | 2.4              | 4.47               | #8              |
| 67 (6.07)                              | "Вечером"                     | 28 июля 2013    | 2.4              | 4.36               | #4              |
| 68 (6.08)                              | "Покойник"                    | 4 августа 2013  | 2.2              | 4.17               | #7              |
| 69 (6.09)                              | "Вопросы жизни"               | 11 августа 2013 | 2.2              | 4.00               | #11             |
| 70 (6.10)                              | "Радиоактивный"               | 18 августа 2013 | 2.3              | 4.14               | #12             |

## Музыка
Списки композиций, звучавших в финальных титрах эпизодов в порядке эпизодов:
1. Mikky Ekko - Who are you, really?
2. The naked and famous - The Sun
3. Plastiscines - You're no good
4. Etta James - At last
5. Peaches - Fack the pain away
6. Damon - Don't you feel me
7. Led Zeppelin - In the evening
8. Sean Lennon - Dead meat
9. Liz Rodrigues - Why did you leave me now?
10. Imagine Dragons - Radioactive